# فاصله زبانی
فاصله زبانی تفاوت میان یک زبان یا گویش با زبان دیگر را نشان می‌دهد. اگرچه رویکرد یکنواختی برای تعیین میزان فاصله زبانی مشخص نیست، اما زبانشناسان از این مفهوم در موقعیت‌های مختلف زبانی مانند فراگیری زبان دوم، زبان‌شناسی تاریخی، تعارضات مبتنی بر زبان و تأثیرات اختلافات زبانی بر تجارت استفاده می‌کنند.